# 圖靈歸約
圖靈歸約是可计算性理论中的一種歸約，若問題A可圖靈歸約成問題B，是指若問題B的解答已經知道（Rogers 1967, Soare 1987），就可以解問題A，也可以解釋為若一個演算法可以用來處理問題B，就可以處理問題A。較正式的說法，可被圖靈歸約成問題B的問題是指若存在問題B的預言機，就可以求解的問題集合。圖靈歸約可以用在決定性問題及功能性問題。

## 外部連結
- NIST Dictionary of Algorithms and Data Structures: Turing reduction （页面存档备份，存于）